# پندنامه انوشیروان
پندنامه انوشیروان یا منظومهٔ راحة الانسان کتابی است از ابومحمد بدیع بن محمدبن محمود بلخی، شاعر دورهٔ سامانی. این شاعر، مدّاحِ ابویحیی طاهربن فضل بن ابوبکر امیر چغانی ماوراءالنهر (متوفی ۳۷۷) بوده و قصیده‌اش در مدح این امیر موجود است. منظومة راحة الانسان، یا پندنامة انوشیروان را به او نسبت داده‌اند. (هدایت، چاپ سنگی، ج ۱، ص ۱۷۴، چاپ مصفا، ج ۱، ص ۴۵۶)

## ساختار و دورن‌مایهٔ کتاب
موضوع شعری ابومحمد بدیع بلخی و یادآور پندهایی است که از بزرگان ایران باستان به جای مانده و خود شاعر هم روایت‌های گوناگونی را از زبان شخصیت‌های بزرگ و تاریخی بیان کرده است.
این اثر که در بحر متقارب سروده شده، نخستین منظومه مستقل فارسی در موضوع اخلاق و تعلیم است.

## وضعیت انتشار
سعید نفیسی در سال ۱۳۱۲ شمسی این کتاب را پس از تصحیح و ویرایش منتشر کرد.